# Dihya ibn Khalifa al-Kalbí
Dihya ibn Khalifa al-Kalbí (àrab: دحية بن خليفة الكلبي, Diḥya ibn Ḫalīfa al-Kalbī) (? - Damasc, vers 670) fou un company del profeta Muhàmmad, amb qui podria haver estat associat comercialment.
Va participar en diverses batalles (Úhud probablement, al-Khàndaq i Yarmuk) i es va destacar com a gran coneixedor de la frontera siriana. Va ser suposadament la persona que va portar a l'emperador Heracli un missatge del Profeta en què el convidava a convertir-se (vers 627), carta que és posada en dubte per molts historiadors. Es creu que després es va establir a Damasc, on va morir vers el 670.